# Minta Durfee
Minta Durfee (1 de outubro de 1889 - 9 de setembro de 1975) foi uma atriz de filmes mudos de Los Angeles, California.

## Filmografia
- It's a Mad, Mad, Mad, Mad World (1963)
- Mickey (1918)
- The Other Man (1916)
- His Wife's Mistakes (1916)
- Bright Lights (1916)
- Fatty and the Broadway Stars (1915)
- A Village Scandal (1915)
- Fickle Fatty's Fall (1915)
- Court House Crooks (1915)
- When Love Took Wings (1915)
- Fatty's Faithful Fido (1915)
- Fatty's Chance Acquaintance (1915)
- Fatty's Reckless Fling (1915)
- Fatty and Mabel at the San Diego Exposition (1915)
- Mabel, Fatty and the Law (1915)
- Fatty and Minnie He-Haw (1914)
- Leading Lizzie Astray (1914)
- Fatty's Wine Party (1914)
- Tillie's Punctured Romance (1914)
- An Incompetent Hero (1914)
- Lovers' Post Office (1914)
- Fatty Again (1914)
- Fatty's Debut (1914)
- Lover's Luck (1914)
- The Masquerader (1914)
- The Rounders (1914)
- His New Profession (1914)
- Those Happy Days (1914)
- The Sky Pirate (1914)
- Fatty and the Heiress (1914)
- Fatty's Finish (1914)
- The Alarm (1914)
- The Water Dog (1914)
- A Suspended Ordeal (1914)
- Caught in a Cabaret (1914)
- Where Hazel Met the Villain (1914)
- Twenty Minutes of Love (1914)
- The Star Boarder (1914)
- Cruel, Cruel Love (1914)
- Tango Tangles (1914)
- Rebecca's Wedding Day (1914)
- A Flirt's Mistake (1914)
- The Under-Sheriff (1914)
- A Misplaced Foot (1914)
- Fatty's Flirtation (1913)
- Fatty Joins the Force (1913)
- Wine (1913)
- Fatty at San Diego (1913)
- A Quiet Little Wedding (1913)
- Fatty's Day Off (1913)